# 藤原しおり
藤原 しおり（ふじわら しおり、1990年〈平成2年〉8月3日 - ）は、日本のタレント、元お笑い芸人。岡山県岡山市出身。旧芸名はブルゾンちえみ。
ワタナベエンターテインメントに所属し、お笑いコンビのブリリアンとのユニット『ブルゾンちえみ with B』としても活動した。2020年3月にお笑い芸人を引退するとともに事務所を退社し、翌月に本名義に改めた上での活動を開始した。

## 来歴

### 1990年 - 2015年：生い立ち、芸能界入り
1990年8月3日に岡山県で生まれた。父は地元・岡山県の小学校教員、祖父は地元農協の幹部、祖母は幼稚園教員。小学生・中学生時代は常にクラスの盛り上げ役で、小学生のころから同級生とお笑いコンビを組んで場を盛り上げていた。
岡山市立平島小学校、岡山市立上道中学校、
岡山県立岡山大安寺高等学校（現在の岡山県立岡山大安寺中等教育学校）を卒業。教員を目指し、島根大学教育学部に入学した。陸上部に所属し、長距離選手だった。大学時代のゼミは加藤寿朗ゼミ（加藤教授はのちに教育学部の副学部長に就任した）。しかし、大学は3年で中退した。中退の理由は、父と同じように教員免許を取っておけば仕事に困らないだろうという考えはあったが、周りの学生たちのように頑張りたい目標が無く、自分は何をやったらいいかと突き詰めて考えたところちょっと鬱っぽくなったこともあって本当に辛かったことを理由の一つとしている。このことから当時食べることでストレス発散していたところ、体重が一気に30kgほど増えたというエピソードも存在する。また他の理由には、ペットのハムスターが死んだことや、「ああもうこれは（大学を）辞め時だ」と感じたためということもあった。帰郷してしばらくは実家に滞在し、地元・岡山の劇団で活動したあと、大阪の音楽専門学校に進み、大阪で歌の活動を始めた。
大阪で活動していた当時、友人がワタナベエンターテインメントカレッジを受験すると聞いて2013年に一緒に上京し、同校に入学した。しかし、自身は歌手ではなくタレントの方を勧められ、バラエティタレントコースに入った。その中でネタの授業があったのをきっかけに、ネタ作りに興味を持った。お笑いライブを手伝ったことで「芸人」のかっこよさに惹かれ、芸人になることを決めた。同校を2015年9月に卒業したあと、ワタナベエンターテインメントに正所属となり、同年中にデビューした。ワタナベコメディスクール21期と同期扱いとなった。芸名の名付け親は、同じ事務所の先輩・はなしょーの杵渕はな。自分の芸名で悩んでいたときに初めて杵渕に会い、杵渕曰く当時のブルゾンは見た目が女子プロレスラーのような雰囲気だったことから、ブル中野のイメージと「ちえみっぽい!」という簡単なノリで3秒で決まったという。なお、ブルゾンというのは英語・フランス語で、"blouson" と書く。

### 2016年 - 2020年：お笑い芸人としてのブレイク、女優デビュー
テレビの地上波初出演は『パチFUN!』の「爆笑!芸人魂!」コーナー（2016年2月3日 - 2月24日放送、テレビ愛知、長野放送、テレビ埼玉、千葉テレビ、サンテレビ、群馬テレビ、とちテレ、三重テレビ、北陸朝日放送、びわ湖放送）。
2016年10月に「複数の男をはべらせたネタがやりたい」として事務所の1年後輩で養成所卒業目前のコージ・トクダ（コージ）と杉浦大毅（ダイキ）による2人組お笑いコンビ「ブリリアン」に声をかけ、ユニット「ブルゾンちえみ with B」を結成する。その後、2017年1月1日に『ぐるナイ!おもしろ荘 若手にチャンスを頂戴今年も誰か売れてSP』（日本テレビ）に「ブルゾンちえみ with B」として出演し、優勝した。これをきっかけにテレビやメディアへの出演を増やしている。2017年の『R-1ぐらんぷり』（関西テレビ・フジテレビ）で初の決勝進出。決勝ファーストステージCブロックに入ったブルゾンはキャリアウーマンネタを披露したが、ネタを途中で飛ばしてしまうという痛恨のミスがあり、「お茶の間投票」では最多の44%を集めたが、審査員票は伸びず敗退した。
2017年4月、放送されたフジテレビの連続ドラマ『人は見た目が100パーセント』（フジテレビ）において主要キャストの一人として女優デビューした。『VOGUE JAPAN』（コンデナスト・ジャパン）の2017年5月号では、ブリリアンとともに80年代のバブルを追体験するスペシャル特集に掲載された。2017年3月25日、代々木第一体育館で行われた「第24回 TOKYO GIRLS COLLECTION by girlswalker.com 2017 SPRING/SUMMER」に出演。『人は見た目が100パーセント』の共演者である桐谷美玲、水川あさみ、成田凌、町田啓太とともにランウェイに登場した。ブルゾンはその後、成田と町田を従えてキャリアウーマンネタを披露した。2017年8月、with Bとは別の5人組ユニット「Royal Flush」を結成。同年8月11日のLINE LIVEで初披露された。
2017年8月26 - 27日に放送された『24時間テレビ』（日本テレビ）でマラソンランナーに当日任命され、90kmを完走した。
2017年12月1日、「ユーキャン 新語・流行語大賞2017」に「35億」がトップ10を受賞した。
2019年3月6日、初の単独ライブ『ブルゾンちえみ本能ライブ～記憶のこたえあわせ～』（東京・赤坂 草月ホール）を開催。この単独ライブが、達成感を得た一方で、こういうエンターテインメントをやりたい、こんな私を見てもらいたいと思って、自分でお金をかけて用意してライブをやったのに、実際にはテレビの仕事中心でお金を稼いでいるので、これじゃ仕事ではなく趣味じゃないか、このままでいいのだろうかと違和感を覚えたということで、転機のようなものにもなったということを話している。
2020年3月をもってレギュラー番組を降板、所属事務所・ワタナベエンターテインメントを退所し、4月以降欧州各国に留学予定であることが報じられた。そして、3月18日には自身のインスタグラムで、イタリアへ留学すること、留学は新型コロナウイルス蔓延のためしばらく延期すること、今後は本名の藤原史織として活動することを発表した。2020年4月12日に放送された『行列のできる法律相談所』（日本テレビ）がブルゾンちえみとして最後のテレビ出演で、2020年3月で解散したブリリアンも一夜限りの再結成を果たし、「ブルゾンちえみ with B」としての最後のネタ披露を行った。
2020年3月末でワタナベエンターテインメントを退所。

### 2020年 - ：本名での活動
2020年4月からは、芸名をブルゾンちえみから本名の藤原しおりに改めて活動を開始。そして、2018年にプライベートでイタリア・ローマを旅したことをきっかけに将来イタリアに住むことも視野にイタリア留学を計画していたものの新型コロナウイルスの感染拡大に伴って延期となり、配信サイトnoteやInstagram、YouTubeでの発信を通じて活動する。
2021年4月よりJ-WAVEでTOMOLAB.〜TOMORROW LABORATORYのナビゲーターを担当。また、4月25日放送の行列のできる法律相談所20周年スペシャルで、約1年振りにテレビ出演した。
2023年3月24日、同月31日付で自身のYouTubeチャンネルを閉鎖することを発表した。また、31日にインスタグラム、ツイッターなどの全てのSNSアカウントを削除した。

## 「ブルゾンちえみ」の芸風
漫談、コント。前髪を切り揃えている。メイクはコシノジュンコをリスペクトし、外国のSNSのインスタグラムを参考にしているほか、K-POPの影響もあるという。キャリアウーマン、外科医、デザイナーなどの社会人女性キャラになりきり、ダンスやパフォーマンスを入れながら恋愛が苦手な女性たちに向けて上から目線でアドバイスをするというネタを持つ。同じ事務所所属の後輩コンビ・ブリリアン（ワタナベコメディスクール23期生出身）を"with B" として従えて披露するネタも多い。ちえみ自身が、外国のアーティストが複数の男性をはべらせて踊っているのを一度はやってみたいと思って、同じ事務所の後輩の中で「一番“シュッ”とした感じ」と思ったブリリアンに声をかけた。ブリリアンは事務所ライブなどにおいては「ファッショナブルパフォーマー」などとも紹介されているが、彼らの「モテますエピソード」などのネタを見ても「全然そう思えなかった」ので「正直、最初はこの2人のことが嫌いだった」とのことである。
ネタのレパートリーには「キャリア・ウーマン」、「彼氏のお願いに仕方なく答えています」、「我慢してても、出ちゃうものは、出ちゃうんです」、「つける、つけない、で昨晩彼氏と揉めました」、「筋肉のゴールデンタイム」、「命を狙われる女スパイ、極秘任務遂行中」などがある。「体が動くのと一緒にピチッとなるので、こういう感覚が大事」としてタイトスカートを舞台衣装にしている。「キャリア・ウーマン」のネタの中で使用している曲は、オースティン・マホーン「ダーティ・ワーク」である。YouTubeの動画を見ていくうちにこの曲のミュージックビデオを関連動画で見つけ、これがオフィスの設定ということだったので、この雰囲気でネタをやりたくて選曲したと言っている。台詞においての語呂はとても気にしているとのこと。
本人曰く、ネタを作るのが得意ではない。ネタ見せのときもいつもギリギリまでできず、キャリアウーマンのネタの場合も、そのコンセプトと「ダーティ・ワーク」の選曲を決めたのはネタ見せ当日の朝であり、ネタの流れはネタ見せの会場に入ってから自分の出番までに考えたという切羽詰まった状況だったとのこと。ウケはしたが、自信のネタではなく「こんなネタを見せてしまった」というような罪悪感があった。しかし先輩たちの評価がよかったなどのことから徐々に自信を持つようになっていった。
このほか「セレブが言いそうな一言シリーズ」がある。ネタによってはフリップを持ちながらパフォーマンスをする。

### 評価
オリコンは、1980年代の清水ミチコに始まり、渡辺直美やキンタロー。に至る物真似・顔真似系、2000年代に入り登場した友近、柳原可奈子、横澤夏子など一人コントによって演じられるキャリアウーマン、女医、教師、主婦、妊婦など普通に存在する女性を題材にしたネタ、2016年にバブル時代のOLネタでブレイクした平野ノラなど女性ピン芸人に脈々と受け継がれるパロディ芸の系譜につらなる存在と評価している。お笑い評論家のラリー遠田は、同性に支持されやすい女性ピン芸人の特徴の1つとして「女性である自分を明るく楽しく肯定するような力強さのある（芸人）」という点を挙げ、その典型として渡辺直美とともにブルゾンちえみの名前を挙げた。TechinsightJapanは、ブルゾンちえみの強みとして「見たら忘れないインパクトと女性が羨ましいと感じる魅力」「海外アーティストに詳しく、そのミュージックビデオを見てネタの参考にしていること」の2点を挙げている。一方、弱みとして「突然（話を）振られた時の返し」を挙げており、ネタのような知性的で洒落たオチで返せるようになるとそれが彼女の大きな強みになるのではないかと指摘した。
伊集院光は、自身がお笑い芸人であることから好き嫌いは関係なく「お笑いの構造はある程度は分かる」と前置きしたうえで、ブルゾンちえみは「あまり分からない」とし、彼女からは「作られたニオイ」と「『エンタの神様』のニオイ」がすると発言。加えて、渡辺直美、平野ノラ、ゆりやんレトリィバァといったウケている女性芸人を合成して作られた「ケミカル臭」もすると指摘。さらに、後方で踊っているブリリアンを「事務所がきちんと用意している感」があると持論を述べた。ライター兼ドラァグクイーンのエスムラルダはブルゾンの「高飛車なキャリアウーマン」ネタ、どことなくドラァグクイーン感もあるメイク、私生活の恋愛事情、with Bの使い方など男性同性愛者の心の琴線に触れる要素が多いため、ブルゾンは彼らに高い人気を得ていると語っている。また、2017年1月1日の「ぐるナイ！おもしろ荘」で共演したもりせいじゅは「ブルゾンのウケ方が尋常ではなかった。なので自分もその陰に隠れて、思ったほど（この番組きっかけの）反響がなく、（同日の）おもしろ荘に出演した他の芸人はみんな『戦死した』と言っている」と語っている。
情報サイトモデルプレスは、女性を中央に2人の男性を両脇に従える配置が「ブルゾンちえみ With B」として浸透したことで有名人の間で軒並みコラボが繰り広げられていると指摘。ブリリアンを他の男性有名人に置き換えたり、ブルゾン不在の場合でも女性1人、男性2人がいればパロディが可能であることから、同サイトは "with B" のポジションには「無限の可能性がある」とコメントした。
ブルゾンは音楽業界にも影響を与えた。彼女がネタ披露時に使用しているオースティン・マホーンの「ダーティ・ワーク」は、ネタ披露での注目度の上昇により2017年2月27日付のBillboard Japan Hot 100総合シングルチャートで第8位を獲得。Billboard JAPANによると、日本国内における「ダーティ・ワーク」の動画週間再生回数は2月20日付の約47.5万回（実数475,956回）から2月27日付では前週比約730%上昇し約347万回（実数3,477,183回）を記録し、急伸している。これに対してオースティンが直接ブルゾンのtwitterに感謝のツイートを送った。ブルゾンも自身もこれに興奮してブログで報告している。その後、2017年4月23日付の日テレ系バラエティ番組「行列のできる法律相談所」において、サプライズという形でオースティン本人との共演を果たした。

## 人物
妹がいる。小学生・中学生時代は常にクラスの盛り上げ役で、小学生のころから同級生とお笑いコンビを組んで場を盛り上げていた。当時からお笑いが好きで、チュートリアルの福田充徳ファンの友人に誘われて地元岡山の三丁目劇場に行って以来、お笑いライブをよく見にいくようになった。
「ブルゾンちえみ」としてのキャラクターは、上から目線でアドバイスをして自分の考えを表現するものだったが、本当の自分の性格は正反対で、周りの空気を読みつつマイルドな感じで本音を伝えようとするタイプである。テレビのバラエティ番組で発言する時も「ブルゾンちえみ」というキャラクターでしていたが、「ブルゾンちえみというペルソナを付けて自分と全く違う性格のキャラを演じることは本当に楽しかった」と語っている一方で、ブルゾンちえみという仮面で自分を偽り続けるのはもう限界だったとも話している。
特技は、西洋占星術。また、アルバイト先での影響からインド人とネパール人とスリランカ人が見分けられる。また、ネパール人3人と交際したことがある。趣味は、日々の生活で見たコケティッシュなものを撮ってその写真をInstagramに載せること、洋画鑑賞（ヒューマン的作品、ラブストーリー。邦画はあまり観ない）、海外メイク研究。ウィル・スミスについて詳しい。洋画などで観る、海外セレブのやかましさを好む。また、レオナルド・ディカプリオの演技が好きだが、真剣に演じているつもりでも見ていると格好よすぎて笑ってしまうという。メイクでリスペクトしているコシノジュンコには2016年8月に直接会うことができ、褒めの言葉をもらってこれで自信がついたという。映画「GANTZ」にハマっていたのがきっかけで、2012年ごろには嵐のファンクラブに入っていた。
週に1度は花を買っている。英会話教室に通っている（2017年時点）。実家でネコを6匹飼っている。英検2級の資格あり。スポーツは、父親が陸上の指導者だったこともあって、中学生・高校生時代は部活は陸上部で、長距離走（3000m、5000m、10000m）を10年間やっていた。陸上をやっていたことから、中学生の頃は腹筋が割れていたとのことだが、大学入学後およそ2年で今に近いような体形になったという証言がある。大学生1年生の時はラグビー部のマネージャーをしていたが、大学2年生のときから陸上部に入部している。
2015年ごろ、ワタナベエンターテインメントカレッジを卒業したばかりで芸人としての仕事がなく、レストランでアルバイトをしていた。そこの常連客だった元プロ野球選手の金田正一に出会う。いろいろなアルバイトの人の中で目についたということでブルゾンは金田に気に入られ、時には勤務中のブルゾンを一緒に座って食べるように誘ってくれたこともあった。ブルゾンが芸人をやっていることを伝えると、常々ライブやネタのことを気にかけ、応援されていた。その中でキャリアウーマンのネタについて話したときは他のときと比べて様子が違っていたようで、初めて褒められたということで自信を持ち「これで勝負できる」と手応えを感じたという。売れっ子になったあとでも金田とは親交があり、定期的に会って食事にいく関係でもある。2018年12月2日放送の日本テレビ「行列のできる法律相談所」で共演した際には、金田は自分のことを「（ブルゾンの）東京のおじいちゃん」としていた。2019年10月6日に金田が亡くなった直後、ブルゾンは自身のSNSで追悼コメントを述べていた。
小学生の時に環境問題を習ったことをきっかけに、環境問題や動物保護への関心が高いことを述べており、芸能活動と並行して環境問題に貢献する活動を行って行く可能性を示唆している。

## 出演

### テレビ番組
- PON!（2017年4月6日 - 2018年9月27日、日本テレビ） - 木曜レギュラー、ブルゾンちえみ with Bとして出演[96][97][98]。
- 24時間テレビ 愛は地球を救う40（2017年8月26日 、日本テレビ） - チャリティーランナー（90km完走）。
- 内藤大助の大冒険 大いなる道をゆく（NHK BSプレミアム） - ナレーション
  - シーズン1
    - 第1回 「馬で駆けろ! 勇者の道」（2017年11月1日）
    - 第2回 「水の迷宮 夢を運ぶカヌー」（2017年11月8日）
    - 第3回 「激流を乗り越えろ! 欲望の道」（2017年11月15日）
    - 第4回 「先住民の知恵が生きる大河」（2017年11月22日）
    - 第5回 「大地に刻まれた鉄道の記憶」（2017年11月29日）
    - 第6回 「黄金のラストフロンティア」（2017年12月6日）

  - シーズン2～アメリカ（アラスカ編）
    - 第1回 「アラスカ 大氷壁に挑む」（2018年12月15日）
    - 第2回 「犬ゾリで駆けろ! 白銀の大地」（2018年12月22日）
- 内藤大助の大冒険「決死の綱渡り!ラオス 密林と激流のサバイバル（2020年3月18日、NHK BSプレミアム） - ナレーション
- 2019新春!スーパードレミファドン!〜冬ドラマ豪華女優・俳優大集合SP〜（2019年1月2日、フジテレビ） - サブ司会
- ヒルナンデス!（2019年4月3日 - 2020年3月25日、日本テレビ） - 水曜レギュラー
- ぐるぐるナインティナイン（2016年 - 2018年、日本テレビ） - 「グルメチキンレース・ゴチになります!」コーナーレギュラー
- 第68回NHK紅白歌合戦（2017年12月31日、NHK総合・ラジオ第1） - 紅白 HALF TIME SHOWで ブリリアンとオースティン・マホーンとコラボした。
- 趣味どきっ!「花と暮らす」（2019年12月4日 - 2020年1月29日、NHK Eテレ）[99]

### テレビドラマ
- 人は見た目が100パーセント（2017年4月13日 - 6月15日、フジテレビ） - 佐藤聖良 役[100]
- サバイバル・ウェディング（2018年7月14日 - 9月22日、日本テレビ） - 奥園千絵梨 役[101]
- ロッパグラム 転生したら戦時中の喜劇王だった件（2021年12月28日、NHK総合） - 付き人 役

### ラジオ番組
- LOGISTEED TOMOLAB.〜TOMORROW LABORATORY（2021年4月3日 - 2023年9月30日、J-WAVE） - ナビゲーター[102][103]

### 映画
- 蜜蜂と遠雷（2019年10月4日、東宝） - 仁科雅美 役[104]
- コーポ・ア・コーポ（2023年11月17日、ギグリーボックス）[105]

### 劇場アニメ
- 映画 妖怪ウォッチ FOREVER FRIENDS（2018年） - 玉藻前 役[106]

### ゲーム
- 妖怪ウォッチ4 ぼくらは同じ空を見上げている（2019年） - 玉藻前 役

### 吹き替え
- ジオストーム（2018年1月19日、ワーナー・ブラザース映画） - サラ・ウィルソン（アビー・コーニッシュ） 役[107]

### 舞台
- フローズン・ビーチ（2019年7月12日 - 8月31日） - 市子 役

### CM
- ブランディア 共演編『ネット買い』・『発送』・『質問』（2017年4月 - ） - 菜々緒と共演[108]
- あんさんぶるスターズ! 『あんスタの男は37人』篇・『私はアドニス』篇（2017年4月 - ）[109][110] ※ブルゾンちえみ with Bとして
- NTTドコモ
  - 『綾野、得ダネ記者辞めるってよ』篇・『堤さんが義理の弟に』篇（2017年5月 - ） - 堤真一・綾野剛・高畑充希と共演[111]
  - 『母、ジュンコ』篇 (2017年7月 -)  - 綾野剛・コシノジュンコと共演
  - dポイント『ネイルサロン編』（2017年7月 -） - 中条あやみ、ロッチ（声のみ）と共演

## 受賞歴
2017年 ユーキャン新語・流行語大賞トップテン
2017年 VOGUE JAPAN Women of the Year